# Nanawa
Nanawa – miasto departamencie Presidente Hayes, w Paragwaju.